# ハルカカナタヘ
『ハルカカナタヘ』は、福原遥の1枚目のスタジオ・アルバム。2022年6月8日にSony Music Associated Recordsから発売。

## 概要
2019年8月に本人名義として歌手デビューした福原遥の初のアルバム。女優としてステップアップを重ねている福原がアーティストとしても高みを目指すという想いから、自らタイトルを名付けている。
収録曲にはこれまで発表したシングル曲をはじめとして、リード曲として変態紳士クラブのGeGがプロデュースし、HiplinとRin音をフィーチャリングアーティストに迎え、福原も自身の歌うバースの作詞を初めて手がけた「道標 feat. Hiplin & Rin音 (Prod. GeG)」を制作したほか、蒼山幸子のプロデュースによる「シャボンのひと」、みゆはんのプロデュースによる「スキップサイダー」、Rakeの「100万回の「I love you」」のカバーなど全14曲を収録する。このうち「道標」は2022年4月13日にデジタル先行配信リリースされている。
販売形態は通常盤のほか、今城純が撮り下ろしたB5変形版64ページのビジュアルブックが同梱された初回生産限定盤もリリースされている。

## 収録内容
| #         | タイトル | 作詞                   | 作曲                           | 編曲                        | 時間  |
| --------- | --- | ---------------------- | ------------------------------ | --------------------------- | ----- |
| 1.        | 「Introduction」                                                                                               |                        | APAZZI (THE SIGNALIGHTS)       | APAZZI (THE SIGNALIGHTS)    | 1:10  |
| 2.        | 「透明クリア」(2ndシングル)                                                                                    | いしわたり淳治         | Snail's House                  | Snail's House               | 4:25  |
| 3.        | 「道標 feat. Hiplin & Rin音(Prod. GeG)」                                                                       | Hiplin, Rin音 & 福原遥 | GeG、Hiplin                    | GeG                         | 4:49  |
| 4.        | 「シャボンのひと」                                                                                             | 蒼山幸子               | 蒼山幸子                       | Naoki Itai(MUSIC FOR MUSIC) | 4:26  |
| 5.        | 「Lucky Days feat. OKAMOTO'S」(4thシングル、テレビドラマ『アンラッキーガール!』主題歌)                         | オカモトショウ         | オカモトショウ、オカモトコウキ | OKAMOTO'S                   | 3:53  |
| 6.        | 「In the park」                                                                                                | 細井涼介               | 細井涼介                       | 野口大志                    | 4:02  |
| 7.        | 「スキップサイダー」                                                                                           | みゆはん               | みゆはん                       | 江口亮                      | 2:51  |
| 8.        | 「100万回の「I love you」」(オリジナル：Rake)                                                                  | Rake                   | Rake                           | APAZZI (THE SIGNALIGHTS)    | 4:25  |
| 9.        | 「未完成な光たち」(1stシングル、テレビアニメ『BORUTO-ボルト- -NARUTO NEXT GENERATIONS-』エンディングテーマ)    | H.Aoba                 | H.Aoba、N.Sasaki               | 佐々木望                    | 4:29  |
| 10.       | 「風に吹かれて」(3rdシングル、テレビアニメ『かぐや様は告らせたい?〜天才たちの恋愛頭脳戦〜』エンディングテーマ) | 小倉しんこう           | 小倉しんこう                   | 梅原新                      | 4:32  |
| 11.       | 「君が好きだって言えたら」                                                                                     | 田中隼人               | 田中隼人                       | 田中隼人                    | 5:18  |
| 12.       | 「モノクローム」(2ndシングルC/W)                                                                               | 丸谷マナブ             | 丸谷マナブ                     | 丸谷マナブ                  | 4:05  |
| 13.       | 「ハンドメイドセカイ」(3rdシングルC/W)                                                                         | YUC'e                  | NOR                            | NOR                         | 3:52  |
| 14.       | 「箱庭のサマー」(1stシングルC/W)                                                                               | Yunomi                 | Yunomi                         | Yunomi                      | 3:25  |
| 合計時間: | 合計時間: | 合計時間:              | 合計時間:                      | 合計時間:                   | 55:42 |